# Jeremy Ray Taylor

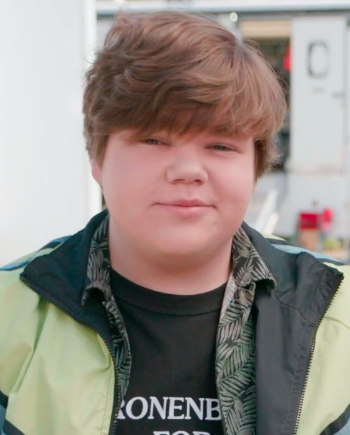
Jeremy Ray Taylor (2019)

Jeremy Ray Taylor (* 2. Juni 2003 in Bluff City, Tennessee) ist ein US-amerikanischer Schauspieler.

## Werdegang
Jeremy Ray Taylor wurde als eines von sechs Kindern einer Bandmanagerin in Bluff City, im US-Bundesstaat Tennessee, geboren.
Seit seinem achten Lebensjahr ist er in Film und Fernsehen aktiv. Seine erste Rolle hatte er 2011 in einer Folge der Serie Reed Between the Lines übernommen. Es folgten Auftritte in Filmen wie 42 – Die wahre Geschichte einer Sportlegende, Alvin und die Chipmunks: Road Chip und eine kleine Rolle in Ant-Man. Größere Bekanntheit erlangte er durch seine Rolle als Ben Hanscom aus der 2017er-Verfilmung Es, basierend auf Stephen Kings gleichnamigen Roman. Ihn stellte er auch in der Fortsetzung Es Kapitel 2 aus dem Jahr 2019 dar. Im selben Jahr war er in der kanadischen Horror-Anthologie-Serie Grusel, Grauen, Gänsehaut als Graham Raimi zu sehen, die ursprünglich bereits in den 1990er und frühen 2000er Jahren ausgestrahlt wurde.

## Filmografie
- 2011: Reed Between the Lines (Fernsehserie, Episode 2x05)
- 2013: 42 – Die wahre Geschichte einer Sportlegende (42)
- 2015: Ant-Man
- 2015: Alvin und die Chipmunks: Road Chip (Alvin and the Chipmunks: The Road Chip)
- 2015: The History of Us (Fernsehfilm)
- 2016: Good Behavior (Fernsehserie, Episode 1x06)
- 2017: Movie Trivia Schmoedown (Fernsehserie, 2 Episoden)
- 2017: Es (It)
- 2017: Geostorm
- 2018: Gänsehaut 2 – Gruseliges Halloween (Goosebumps 2: Haunted Halloween)
- 2019: Es Kapitel 2 (It Chapter Two)
- 2019: Grusel, Grauen, Gänsehaut (Are You Afraid of the Dark?, Miniserie, 3 Episoden)
- 2020: Day by Day (Fernsehserie, Episode 1x21)
- seit 2021: Big Sky (Fernsehserie)
- 2022: Senior Year